# Осада замка Ёсида-Коорияма
Осада замка Ёсида-Коорияма (яп. 厳島の戦い ёсида коорияма-дзё но татакаи) — военная операция, которая длилась с августа 1540 по январь 1541 года под стенами замка Ёсида-Коорияма в провинции Аки (совр. префектура Хиросима). Замок, цитадель рода Мори под командованием Мори Мотонари, был осаждён силами рода Амаго под командованием Амаго Харухиса в августе 1540 года. Штурмы нападающих и вылазки защитников, которые продолжались на протяжении нескольких месяцев, не могли изменить ход операции в интересах какой-либо из стороны. Лишь прибытие отрядов рода Оути на подмогу Мори, вынудило войска Амаго снять осаду и вернуться домой, в провинцию Идзумо.